# Rathjensdorf
Rathjensdorf er en by og kommune i det nordlige Tyskland, beliggende i Amt Großer Plöner See under Kreis Plön. Kreis Plön ligger i den østlige/centrale del af delstaten Slesvig-Holsten.

## Geografi
Rathjensdorf er beliggende i nærheden af Bundesstraße 430 omkring 2 km nord for Plön. Den er en vejby langs den ca. 1 km lange Alte Dorfstraße. I Trentmoor, har floden Kossau sit udspring.